# كارلوس رويز هيريرو
كارلوس رويز هيريرو (بالإسبانية: Carlos Ruiz Herrero)‏ هو لاعب كرة قدم وطبيب إسباني، ولد في 7 يونيو 1948 في بلباو في إسبانيا. شارك مع منتخب إسبانيا تحت 21 سنة لكرة القدم. أما مع النوادي، فقد لعب مع أتلتيك بيلباو ب وأتلتيك بيلباو وإسبانيول.

## وصلات خارجية
- كارلوس رويز هيريرو على موقع قاعدة بيانات كرة القدم.إي يو (الإنجليزية)
- كارلوس رويز هيريرو على موقع عالم كرة القدم.نت (الإنجليزية)